# Keisuke Okada
Keisuke Okada (20 de Janeiro de 1868 — 17 de Outubro de 1952) foi um político do Japão. Ocupou o lugar de primeiro-ministro do Japão de 8 de julho de 1934 a 9 de março de 1936.